# USS Hugh Purvis (DD-709)
USS Hugh Purvis (DD-709) là một tàu khu trục lớp Allen M. Sumner được Hải quân Hoa Kỳ chế tạo trong Chiến tranh Thế giới thứ hai. Nó là chiếc tàu chiến duy nhất của Hải quân Mỹ được đặt theo tên Hugh Purvis (1843-1922), một hạ sĩ Thủy quân Lục chiến được tặng thưởng Huân chương Danh dự trong cuộc Thám hiểm Triều Tiên năm 1981. Hoàn tất khi Thế Chiến II đã sắp kết thúc, nó tiếp tục phục vụ trong Chiến tranh Lạnh và Chiến tranh Việt Nam cho đến năm 1972. Con tàu được chuyển cho Thổ Nhĩ Kỳ và tiếp tục hoạt động cùng Hải quân Thổ Nhĩ Kỳ như là chiếc Zafer cho đến khi ngừng hoạt động năm 1993 và bị tháo dỡ năm 1994.

## Thiết kế và chế tạo
Hugh Purvis được đặt lườn tại xưởng tàu của hãng Federal Shipbuilding and Drydock Company ở Kearny, New Jersey vào ngày 23 tháng 5 năm 1944. Nó được hạ thủy vào ngày 17 tháng 12 năm 1944; được đỡ đầu bởi bà Mary Alice Purvis, vợ góa Hạ sĩ Purvis, và nhập biên chế vào ngày 1 tháng 3 năm 1945 dưới quyền chỉ huy của Trung tá Hải quân Byron Lawrence.

## Lịch sử hoạt động

### 1946 - 1958
Sau chuyến đi chạy thử máy huấn luyện tại vùng biển Caribe, Hugh Purvis băng qua kênh đào Panama để tham gia thực tập huấn luyện tại vùng biển quần đảo Hawaii sau khi Thế Chiến II đã kết thúc, rồi quay trở về Casco Bay, Maine vào ngày 16 tháng 4 năm 1946. Sau một đợt đại tu kéo dài tại New York, nó lại tiến hành huấn luyện tại vùng biển Caribe, rồi đi đến cảng nhà mới tại Newport, Rhode Island vào ngày 14 tháng 12. Chiếc tàu khu trục khởi hành vào ngày 2 tháng 2 năm 1947 cho chuyến đi sang Châu Âu đầu tiên, tham gia thực hành cùng tàu chiến các nước Đồng Minh tại vùng biển Bắc Đại Tây Dương, rồi có mặt trong thành phần đại diện cho Hoa Kỳ trong tang lễ của Vua Christian X của Đan Mạch vào tháng 4. Nó quay trở về Newport vào ngày 14 tháng 8, và trong thời gian còn lại của năm 1947 đã thực hành chống tàu ngầm ở ngoài khơi bờ biển New England.
Vào ngày 13 tháng 9, 1948, Hugh Purvis khởi hành từ Newport cho lượt phục vụ đầu tiên cùng Đệ Lục hạm đội. Trong năm tháng tiếp theo sau, nó tham gia các hoạt động thực hành và viếng thăm thiện chí các cảng. Sau khi quay trở về Newport vào ngày 10 tháng 2, 1949, nó hoạt động thường lệ từ cảng này cho đến ngày 27 tháng 6, khi nó lên đường đi New Orleans, Louisiana trong một chuyến đi huấn luyện Hải quân Dự bị Hoa Kỳ trong vịnh Mexico. Con tàu còn thực hiện thêm những chuyến đi huấn luyện lực lượng dự bị khác trước khi quay trở lại Newport vào ngày 10 tháng 12, 1950.
Sự kiện Chiến tranh Triều Tiên nổ ra làm gia tăng nhu cầu về tàu chiến hiện dịch của Hải quân Hoa Kỳ, và Hugh Purvis được chuẩn bị huấn luyện tích cực sẵn sàng cho việc phái đi khi cần thiết. Nó được hiện một lượt bố trí khác sang khu vực Địa Trung Hải từ tháng 3 đến tháng 10, 1951, rồi tham gia một đợt tập trận của Khối NATO vào tháng 8, 1952. Một lượt phục vụ khác cùng Đệ Lục hạm đội được hoàn tất vào tháng 7, 1953, khi nó đón lên tàu học viên sĩ quan cho một chuyến đi huấn luyện thực hành đến vùng biển Caribe. Sau đó nó tham gia cuộc tập trận “Springboard” tại vùng biển Caribe trước khi quay trở về Newport vào ngày 23 tháng 11, 1953.
Hugh Purvis trải qua cả năm 1954 trong các hoạt động huấn luyện tại khu vực Tây Đại Tây Dương, rồi lên đường vào ngày 5 tháng 1, 1955 cho một lượt phục vụ khác cùng Đệ Lục hạm đội. Nó quay trở về nhà vào ngày 26 tháng 5 để tham gia thực tập cùng một đội tìm-diệt tàu ngầm cho đến tháng 7, 1956. Con tàu lên đường vào ngày 2 tháng 7 để đi sang khu vực Địa Trung Hải đầy biến động, và đã tham gia cùng Đệ Lục hạm đội khi xảy ra vụ Khủng hoảng kênh đào Suez. Việc Ai Cập quốc hữu hóa kênh đào Suez đã đưa đến mâu thuẫn, và sau đó là xung đột, giữa Ai Cập với Anh, Pháp và Israel. Chiếc tàu khu trục đã giúp di tản công dân Hoa Kỳ khỏi cảng Haifa, Israel cũng như phái đoàn thương lượng hòa bình của Liên Hợp Quốc khỏi Gaza, Palestine.
Vào mùa Hè năm 1957, Hugh Purvis thực hiện một chuyến đi huấn luyện học viên sĩ quan khác đến Chile và vùng kênh đào Panama, và hoạt động cùng các tàu chiến khối NATO tại Bắc Đại Tây Dương. Vào đầu năm 1958, nó hoạt động huấn luyện tại vùng biển Caribe, trước khi lên đường vào ngày 12 tháng 6 để viếng thăm các nước Bắc Âu. Trong giai đoạn này, Đệ Lục hạm đội phải can thiệp vào một cuộc biến động khác tại Liban do mâu thuẫn dẫn đến xung đột giữa các phe phái có xu hướng chính trị và sắc tộc khác nhau.

### 1959 – 1972
Sau khi quay trở về từ Châu Âu vào tháng 8, 1958, Hugh Purvis hoạt động huấn luyện đồng thời tham gia những thử nghiệm cùng Nhóm Phát triển Khu trục nhằm tăng cường khả năng tác chiến trong một hải quân hiện đại. Nó đi vào Xưởng hải quân Boston vào tháng 3, 1960 để bắt đầu một đợt đại tu và hiện đại hóa theo chương trình Hồi sinh và Hiện đại hóa Hạm đội (FRAM: Fleet Rehabilitation and Modernization), bao gồm những cải tiến và trang bị thêm một sàn đáp máy bay trực thăng và hầm chứa phía đuôi tàu. Sau khi được nâng cấp, con tàu tham gia thực hành chống tàu ngầm vào tháng 1, 1961 có sử dụng Gyrodyne QH-50 DASH, một kiểu máy bay trực thăng không người lái chống tàu ngầm. Chiếc tàu khu trục sau đó lên đường vào ngày 8 tháng 3 cho lượt phục vụ thứ sáu tại Địa Trung Hải, khi nó sẳn sàng phản ứng khi cần thiết vào lúc xảy ra cuộc khủng hoảng do vụ Phong tỏa Berlin. Con tàu quay trở về Newport vào ngày 4 tháng 10.
Đang khi vẫn tiếp tục tham gia cùng Nhóm Phát triển Khu trục 2, vào tháng 1, 1962, Hugh Purvis đã tham gia vào Chương trình Mercury khi hoạt động tại khu vực thu hồi nhân chuyến bay “Friendship 7” đưa phi hành gia John Glenn lên quỹ đạo chung quanh trái đất. Sau đó, con tàu hoạt động thử nghiệm sonar cho đến tháng 10, khi Liên Xô bố trí những tên lửa đạn đạo tại Cuba đưa đến cuộc Khủng hoảng tên lửa Cuba suýt đưa đến chiến tranh. Con tàu cấp tốc được điều đến vịnh Guantánamo, Cuba, nơi nó sẵn sàng hỗ trợ hải pháo cho lực lượng Thủy quân Lục chiến nếu cần. Nó quay về Newport vào ngày 20 tháng 12, khi vụ khủng hoảng đã kết thúc, và trong suốt năm tiếp theo đã thực hành chống tàu ngầm cùng tàu sân bay và máy bay trực thăng chống ngầm.
Hugh Purvis đi vào Xưởng hải quân Boston để đại tu vào tháng 2, 1964. Được nâng cấp một dàn radar mới trên một cột ăn-ten 30 ft (9,1 m), nó tham gia thử nghiệm những cảm biến mới chống tàu ngầm. Vào ngày 18 tháng 1, 1965, con tàu khởi hành từ Newport để tham gia cuộc tập trận "Springboard". Đến cuối năm 1965, nó lại được nâng cấp thiết bị tại Xưởng hải quân Boston. Hoàn tất việc tái trang bị vào ngày 21 tháng 1, 1966, chiếc tàu khu trục hoạt động dọc theo bờ biển Đại Tây Dương và vùng biển trong hầu hết năm đó. Vào ngày 6 tháng 3, nó trợ giúp cho chiếc tàu đánh cá Good Will II và năm người trong thủy thủ đoàn. Nó lên đường vào ngày 29 tháng 11 để đi sang Địa Trung Hải, và băng qua eo biển Gibraltar vào ngày 7 tháng 12 để gia nhập Đệ Lục hạm đội, rồi hoạt động tại khu vực này cho đến năm 1967.
Hugh Purvis trải qua một đợt đại tu thường lệ vào đầu năm 1968, và sau đó tiến hành huấn luyện tại vịnh Guantánamo, Cuba nhằm chuẩn bị để được phái sang hoạt động tại khu vực Tây Thái Bình Dương. Nó lên đường vào tháng 8, đi đến ngoài khơi bờ biển Việt Nam và hoạt động hộ tống cho các tàu sân bay cũng như nhiệm vụ bắn phá bờ biển. Trong giai đoạn này nó đã tham gia hoạt động cùng chiếc tàu cứu hộ trục vớt Safeguard (ARS-25).
Quay trở về Hoa Kỳ sau đợt hoạt động, Hugh Purvis được điều động từ Đội Phát triển Khu trục sang Đội khu trục 102. Đến mùa Hè năm 1969, nó tham gia các cuộc thực tập huấn luyện tại vùng biển Caribe, và phục vụ như tàu huấn luyện cho Trường Khu trục Hạm đội. Đến tháng 11, nó tham gia các hoạt động tìm kiếm và cứu hộ chiếc SS Koa. Sang năm 1970, con tàu một lần nữa hoạt động huấn luyện tại khu vực vịnh Guantánamo, nhằm chuẩn bị cho lượt bố trí cuối cùng sang Địa Trung Hải.
Hugh Purvis được cho xuất biên chế vào ngày 15 tháng 6, 1972

### TCGZafer(D 356)
Con tàu được bán cho Thổ Nhĩ Kỳ vào ngày 1 tháng 7, 1972, và phục vụ cùng Hải quân Thổ Nhĩ Kỳ như là chiếc TCG Zafer (D 356) cho đến năm 1993, khi con tàu được hoàn trả cho Hoa Kỳ. Nó bị tháo dỡ vào năm 1994.